# 利乔
利乔是奥地利下奥地利州格明德县的一个市镇。总面积81.08平方公里，总人口2268人，人口密度28.0人/平方公里（2012年）。